# Photinia serratifolia
Photinia serratifolia är en rosväxtart som först beskrevs av René Louiche Desfontaines, och fick sitt nu gällande namn av Cornelis Kalkman. Photinia serratifolia ingår i släktet Photinia och familjen rosväxter.

## Underarter
Arten delas in i följande underarter:
- P. s. ardisiifolia
- P. s. daphniphylloides
- P. s. lasiopetala
- P. s. tomentosa

## Bildgalleri

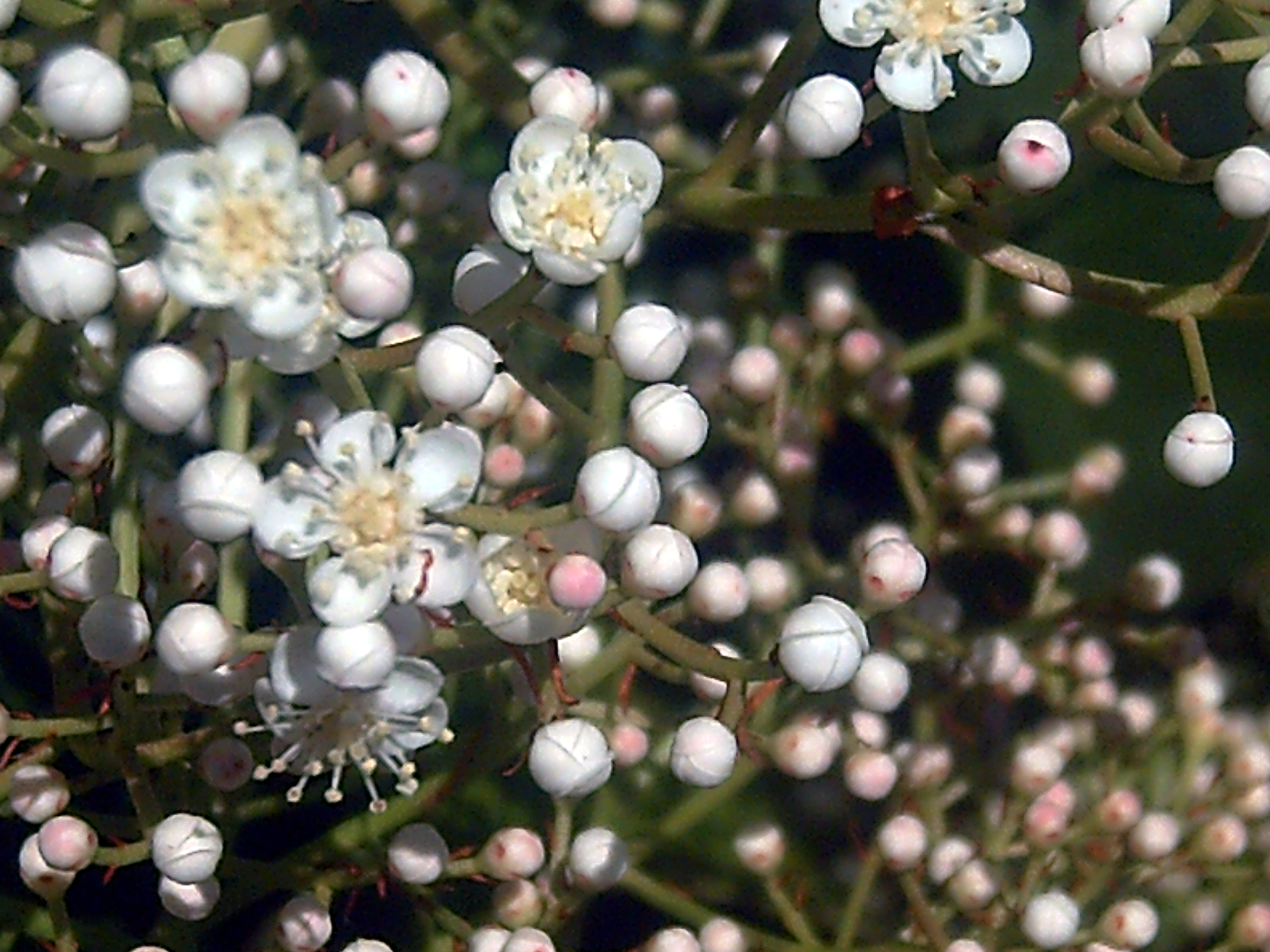
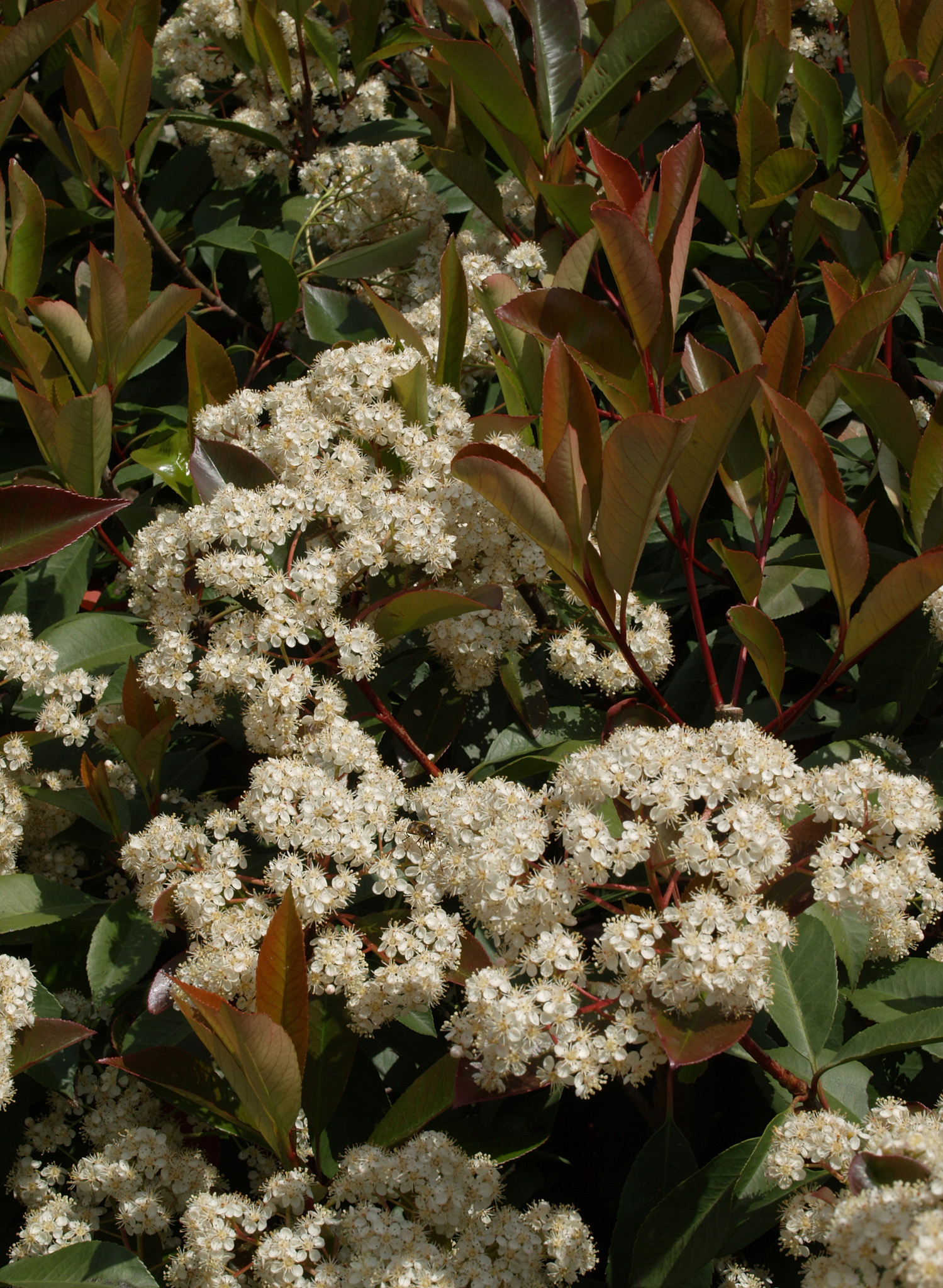
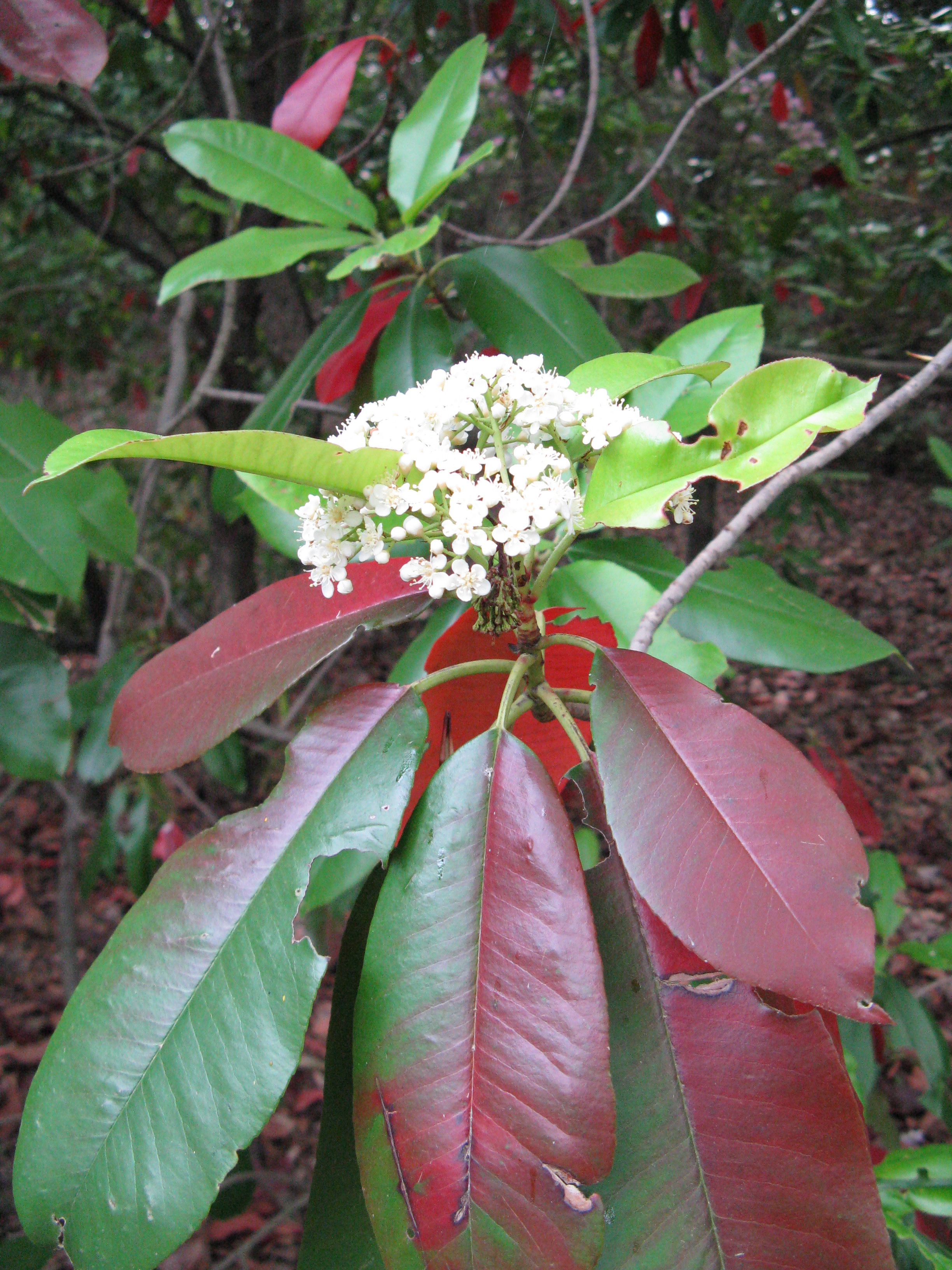
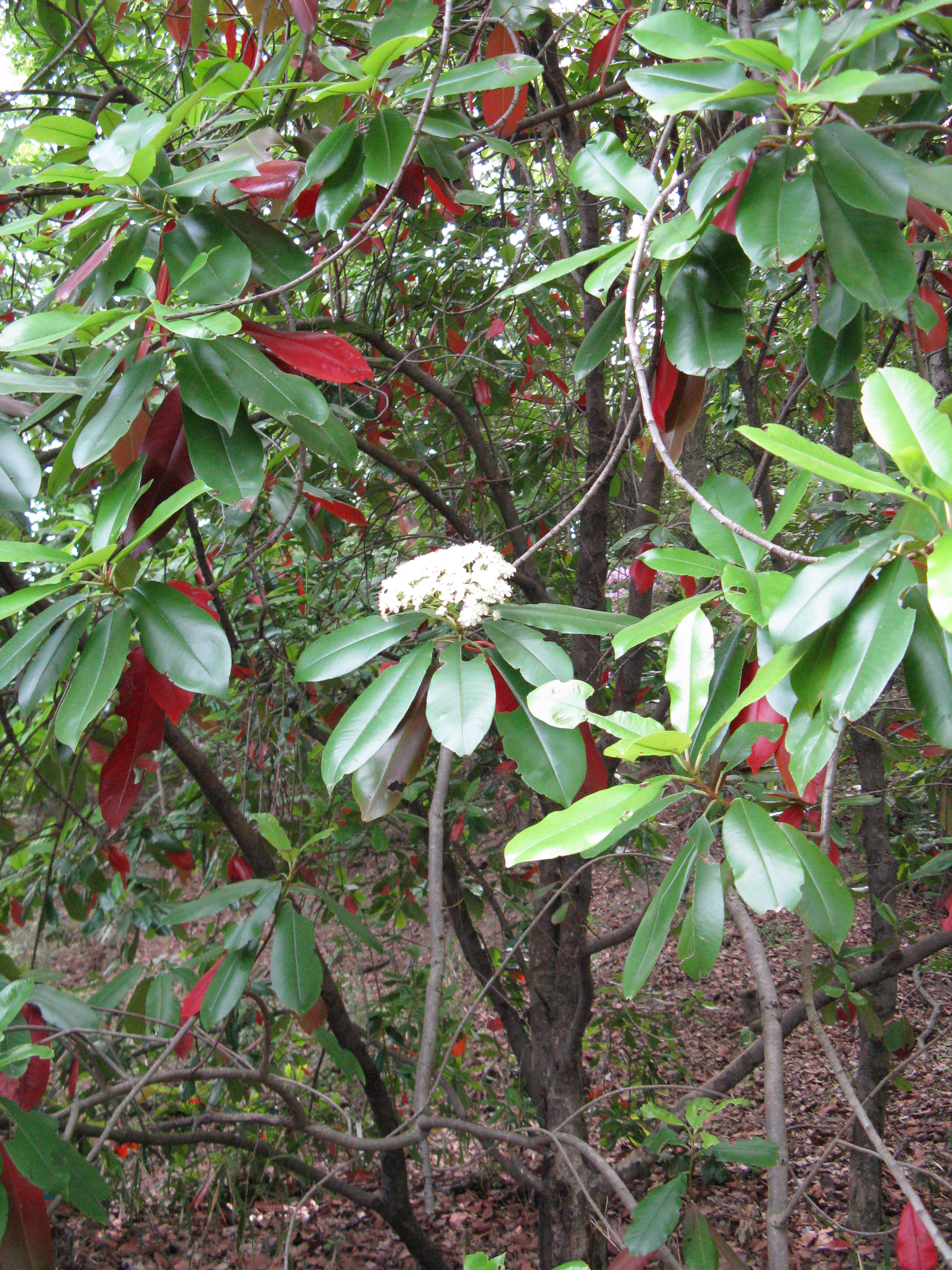
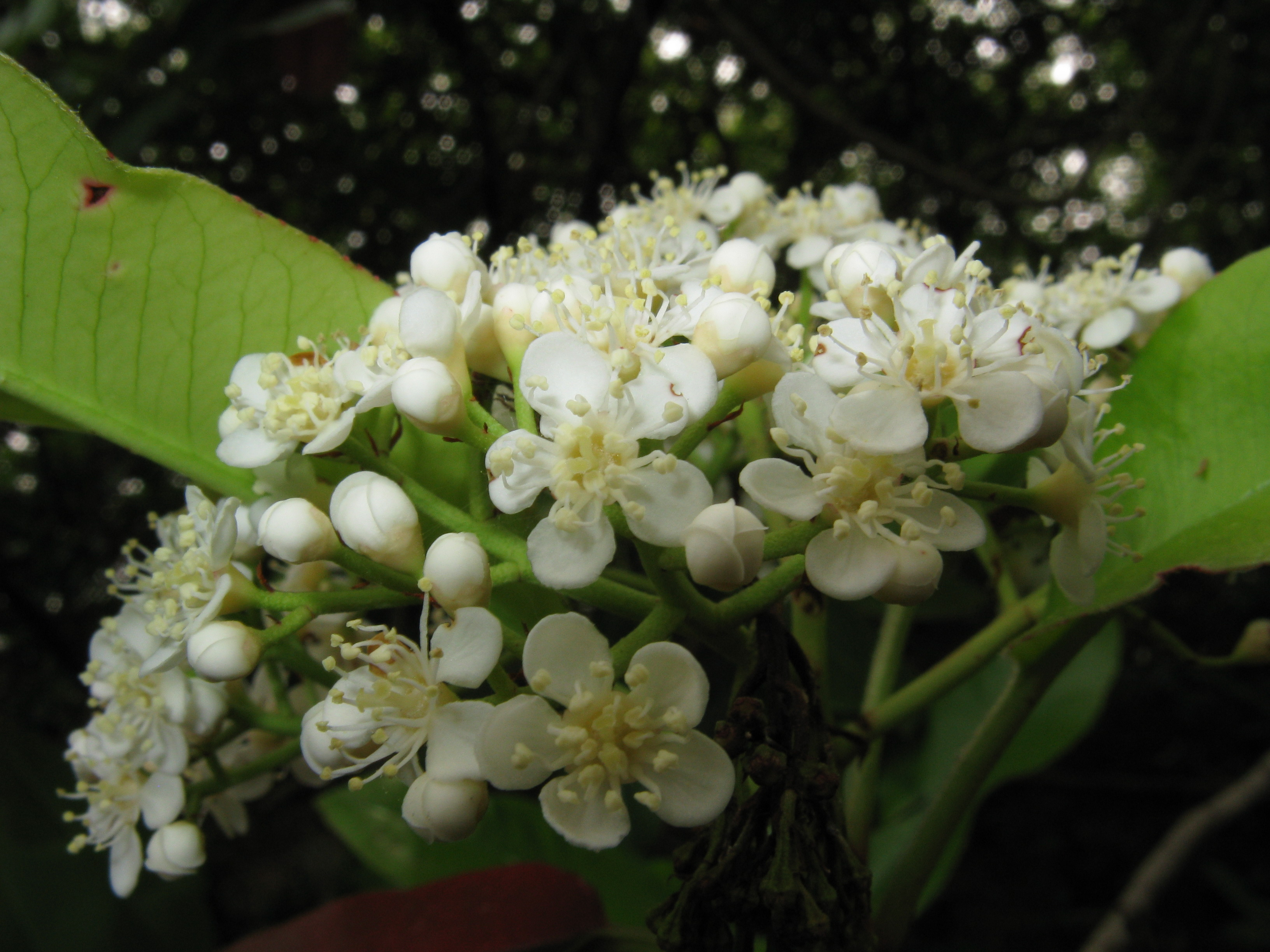
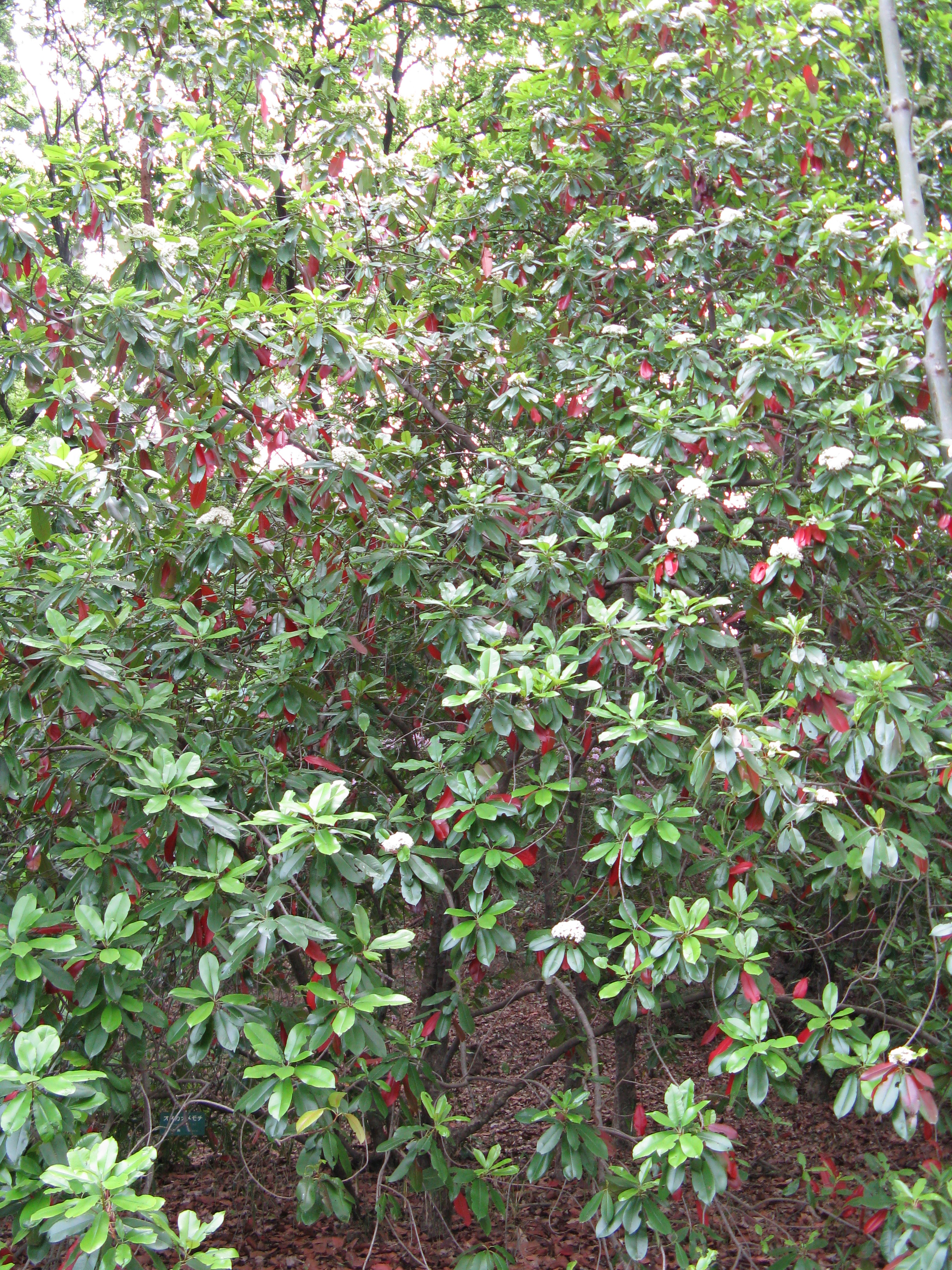